# Steigen
Steigen este o comună din provincia Nordland, Norvegia.